# Міжнародний класичний університет імені Пилипа Орлика
Міжнародний класичний університет імені Пилипа Орлика — приватний вищий заклад України з рівнем акредитації IV. Заснований в 2012 році в місті Миколаїв.В університеті є докторантура, аспірантура а також гуртожиток. Цей університет є четвертим недержавним закладом вищої освіти України, який є дійсним членом Міжнародної асоціації університетів (IAU) при ЮНЕСКО.

## Спеціальності
- Геодезія та землеустрій
- Готельно-ресторанна справа
- Дошкільна освіта
- Журналістика
- Комп'ютерна інженерія
- Маркетинг
- Медсестринство
- Облік і оподаткування
- Підприємництво, торгівля та біржова діяльність
- Початкова освіта
- Право
- Психологія
- Технології медичної діагностики та лікування
- Транспортні технології
- Туризм
- Фармація, промислова фармація
- Фізична терапія, ерготерапія
- Фінанси, банківська справа та страхування

## Факультети
- Освітньо-професійний ступінь «Фаховий молодший бакалавр»:
  - Готельно-ресторанна справа
  - Маркетинг
  - Геодезія та землеустрій
  - Журналістика
  - Комп'ютерна інженерія
  - Медсестринство
  - Облік і оподаткування
  - Підприємництво, торгівля та біржова діяльність
  - Право
  - Фармація, промислова фармація
  - Фінанси, банківська справа та страхування
- Освітній ступінь «Бакалавр»:
  - Медсестринство
  - Фармація, промислова фармація
  - Готельно-ресторанна справа
  - Журналістика
  - Фінанси, банківська справа і страхування
  - Право
  - Комп'ютерна інженерія
  - Геодезія та землеустрій
  - Туризм
  - Транспортні технології
  - Психологія
  - Фізична терапія, ерготерапія
  - Технології медичної діагностики і лікування
  - Дошкільна освіта
  - Початкова освіта
- Освітньо-науковий ступінь «Магістр»:
  - Психологія
  - Право
  - Туризм
  - Готельно-ресторанна справа
  - Фармація, промислова фармація
  - Фінанси, банківська справа, страхування
  - Комп'ютерна інженерія
  - Менеджмент
  - Громадське здоров'я
  - Фізична терапія, ерготерапія
- Науковий ступінь «Доктор філософії»:
  - Психологія

## Нагороди та рейтинги
- У жовтні 2024 року, Державна служба якості освіти, як центральний орган виконавчої влади України, що реалізує державну політику у сфері освіти, зокрема з питань забезпечення якості освіти, оприлюднив оновлений рейтинг університетів, які мають високий ступінь ризику. До переліку університетів з високим ступенем ризику увійшов, зокрема, й Міжнародний класичний університет імені Пилипа Орлика[2][3][4].